# Ottercraft
Ottercraft Limited war ein britischer Hersteller von Automobilen.

## Unternehmensgeschichte
Bill Steadman gründete 1987 das Unternehmen als Teil des Hauptunternehmens Traditional Car Panels in Hayle in der Grafschaft Cornwall. Er begann mit der Produktion von Automobilen, später auch von Kit Cars. Der Markenname lautete Steadman. Zeitweise beschäftigte das Unternehmen 30 Mitarbeiter. 1991 endete die Produktion, als das Unternehmen aufgelöst wurde. Anderen Quellen geben das Produktionsende mit 1993 oder etwa 1989 an. Insgesamt entstanden etwa 18 oder genau 28 Exemplare.

## Fahrzeuge
Das einzige Modell TS 100 war die hochwertige Nachbildung des S.S. 100 aus den 1930er Jahren. Ein Leiterrahmen aus Stahl bildete die Basis. Darauf wurde eine Karosserie aus Aluminium montiert. Später waren Kotflügel aus billigerem Fiberglas erhältlich. Ein Sechszylindermotor vom Jaguar XJ 6 trieb die Fahrzeuge an. Zur Wahl standen Versionen mit 2800 cm³, 3800 cm³ und 4200 cm³ Hubraum. Der Neupreis betrug zunächst 21.995 Pfund, der schnell auf 49.500 Pfund anstieg.
Ab 1990 war das Fahrzeug auch als Bausatz zu Preisen ab 14.000 Pfund erhältlich. Bei diesen Modellen bestand die Karosserie komplett aus Fiberglas, und nur gegen Aufpreis aus Aluminium.